# Aggiustamento strutturale
Aggiustamento strutturale è un termine utilizzato per descrivere i cambiamenti nelle politiche implementati dal Fondo monetario internazionale (FMI) e dalla Banca Mondiale (le istituzioni di Bretton Woods) nei paesi in via di sviluppo.
Tali cambiamenti nelle politiche sono detti "condizionalità" (in inglese: conditionalities) e rappresentano il presupposto da soddisfare per ottenere nuovi finanziamenti dal FMI o dalla Banca mondiale, o per ottenere tassi d'interesse inferiori sui finanziamenti in essere. Le condizionalità sono implementate per assicurare che il denaro prestato sarà speso in conformità con gli obiettivi globali del finanziamento. I programmi di aggiustamento strutturale (Structural Adjustment Programs - SAPs) sono creati con l'obiettivo di ridurre gli squilibri fiscali del paese debitore. La banca dalla quale un paese debitore riceve il proprio finanziamento dipende dalla tipologia di necessità. In generale, si sostiene che i finanziamenti concessi dalla Banca Mondiale e dal FMI siano progettati per promuovere la crescita economica, generare reddito, e ripagare il debito che i paesi hanno accumulato.
Attraverso le condizionalità, i programmi di aggiustamento strutturale implementano generalmente programmi e politiche di "libero mercato". Questi programmi comprendono cambiamenti sia interni (in particolare privatizzazioni e deregolamentazioni), sia esterni, specialmente la riduzione delle barriere commerciali. I paesi che falliscono nell'esecuzione di tali programmi possono essere soggetti a una severa disciplina fiscale. I critici sostengono che le minacce finanziarie ai paesi poveri equivalgono a un ricatto, al quale le nazioni povere non hanno altra scelta che accondiscendere.
Dalla fine degli anni novanta, alcuni sostenitori dell'aggiustamento strutturale come la Banca mondiale, hanno parlato della "riduzione della povertà" come di un obiettivo. I Programmi di Aggiustamento Strutturale sono stati spesso criticati per l'implementazione di generiche politiche di libero mercato, e per il mancato coinvolgimento del paese in oggetto.  Per aumentare il coinvolgimento del paese debitore, i paesi in via di sviluppo sono ora incoraggiati a redigere gli Studi di strategia per la riduzione della povertà (Poverty Reduction Strategy Papers - PRSPs). Tali studi prendono sostanzialmente il posto dei SAPs. Alcuni ritengono che l'incremento della partecipazione dei governi locali nella creazione della politica condurrà a una maggior compartecipazione nei programmi di finanziamento, e quindi a una migliore politica fiscale. Il contenuto di questi PRSPs è risultato essere abbastanza simile al contenuto originale dei Piani di Aggiustamento Strutturale redatti dalle banche. I critici sostengono che le somiglianze dimostrano che le banche, e i paesi che le finanziano, sono ancora eccessivamente coinvolti nel processo di sviluppo delle politiche.

## Condizioni
Alcune delle condizioni per l'aggiustamento strutturale possono essere le seguenti:
- taglio della spesa sociale, noto anche come austerità;
- focalizzazione della produzione economica sulle esportazioni dirette e sulla estrazione delle risorse;
- svalutazione della moneta;
- liberalizzazione del commercio, o abolizione delle restrizioni all'importazione e all'esportazione;
- incremento della stabilità dell'investimento (mediante l'integrazione degli investimenti diretti all'estero con l'apertura dei mercati azionari domestici);
- pareggio di bilancio e limitazione della spesa pubblica;
- rimozione dei controlli sui prezzi e dei sussidi statali;
- privatizzazione, o disinvestimento, di tutte o parte delle imprese a partecipazione statale;
- miglioramento dei diritti degli investitori stranieri rispetto alle leggi nazionali;
- aumento dell'autorità e lotta alla corruzione.

A volte ci si riferisce a queste condizioni con l'espressione "Washington Consensus".

## Storia
Le politiche di aggiustamento strutturale emersero da due delle istituzioni di Bretton Woods, il Fondo monetario internazionale e la Banca Mondiale, e derivano dalle condizionalità che tali istituzioni collegavano ai loro finanziamenti dall'inizio degli anni cinquanta. All'inizio, queste condizionalità si focalizzarono principalmente sulla politica macroeconomica di un paese.
Le politiche di aggiustamento strutturale così come le conosciamo oggi traggono origine da una serie di disastri economici globali durante la fine degli anni settanta; le crisi petrolifere, la crisi del debito, molteplici depressioni economiche e la stagflazione. Questi disastri fiscali portarono i membri a decidere che era necessario un intervento più profondo per migliorare il benessere globale di un paese.
Nel 2002 i SAPs furono sottoposti a un'altra transizione, l'introduzione degli Studi di Strategia per la Riduzione della Povertà (Poverty Reduction Strategy Papers - PRSPs). Tali studi vennero introdotti come risultato della convinzione della banca secondo la quale, "per avere successo, i programmi di politica economica devono essere fondati su una forte proprietà del paese". In aggiunta, i SAPs, con la loro enfasi sulla riduzione della povertà, hanno tentato di allinearsi inoltre con gli Obiettivi di Sviluppo del Millennio (Millennium Development Goals - MDGs). Come conseguenza dell'introduzione dei PRSPs, FMI e Banca Mondiale hanno implementato un approccio più flessibile e creativo alla creazione delle politiche.
Mentre il focus principale dei SAPs ha continuato ad essere l'equilibrio dei debiti esterni e dei disavanzi commerciali, le ragioni per quei debiti hanno subìto una transizione. Oggi, i SAPs e i loro istituti di credito hanno aumentato la loro sfera d'influenza fornendo sollievo a paesi che attraversano problemi economici a causa di disastri naturali, così come di errata gestione economica. Dal loro inizio, i SAPs sono stati adottati da una serie di altre Istituzioni Finanziarie Internazionali (International Financial Institutions - IFIs).

## Critiche
Sono state avanzate molte critiche, che riguardano diversi aspetti dei SAPs.

### Sovranità nazionale
I critici affermano che i SAPs minacciano la sovranità delle economie nazionali, in quanto prevedono che sia un'organizzazione esterna a dettare la politica economica della nazione. I critici sostengono che la creazione di buone politiche è nel proprio miglior interesse di una nazione sovrana. Perciò, i SAPs non sono necessari dato che lo stato sta agendo nel proprio miglior interesse. Tuttavia, è importante considerare che in molti paesi in via di sviluppo il governo favorisce la crescita politica sugli interessi economici nazionali, e quindi si dedica a pratiche per la ricerca di posizioni di rendita al fine di consolidare il potere politico piuttosto che rivolgersi alle cruciali questioni economiche. In molti paesi dell'Africa subsahariana, la stabilità economica è passata di mano in mano con pesante declino economico.
Mentre il debito pubblico nei paesi in via di sviluppo e in quelli sviluppati è un dato di fatto quasi universale, i paesi a basso reddito affrontano una posizione molto più vulnerabile per mantenere un'equilibrata bilancia dei pagamenti, con le 47 nazioni più povere al mondo che avevano già debiti per 488 miliardi di dollari nel 2003.
A causa di questa quasi universalità del debito, una critica popolare è che i termini dell'aggiustamento strutturale sono diventati uno schema per il governo della maggior parte dell'umanità. Perciò, qualcuno sostiene che il processo politico democratico di numerosi paesi sia stato indebolito da decisioni formulate in luoghi lontani da burocrati ed economisti occidentali e che dell'implementazione di tale politica abbiano beneficiato unicamente i maggiori paesi donatori (USA, Regno Unito, Canada e Giappone).
Per esempio, l'apertura di paesi agli investimenti esterni consente alle grandi imprese statunitensi di costruire stabilimenti in aree impoverite. Le imprese possono sfruttare l'eccedenza di lavoro a basso costo, e l'usuale mancanza di regolamenti ambientali per produrre beni a un prezzo inferiore. Come conseguenza, aumentano i profitti dell'impresa e i flussi commerciali di quel particolare paese. Sebbene tutto ciò faccia aumentare il PIL, la maggior parte dei profitti va di fatto a beneficio dell'impresa e del paese d'origine della stessa. Viceversa, molti sostengono che le persone assunte dalle società hanno disperato bisogno di un lavoro qualsiasi, considerando che le forme alternative di assunzione o di stile di vita disponibili per loro sono molto peggiori.
L'aggiustamento strutturale divenne uno dei principali strumenti per lo sviluppo globale di un sistema di organizzazioni non governative che permettono di evitare l'intermediazione delle amministrazioni locali nei paesi poveri nella realizzazione di politiche del benessere sociale.

### Privatizzazione
Una politica comunemente richiesta negli aggiustamenti strutturali riguarda la privatizzazione delle industrie e delle risorse di proprietà statale. Apparentemente, questa politica mira a incrementare l'efficienza e gli investimenti, nonché a diminuire la spesa pubblica. Le risorse di proprietà statale devono essere vendute sia che siano profittevoli o meno.
I critici, tuttavia, hanno condannato le richieste di privatizzazione. Quando le risorse vengono trasferite a società straniere e/o a élite nazionali, l'obiettivo della pubblica prosperità è rimpiazzato con l'obiettivo dell'accumulazione privata. Inoltre, le imprese di proprietà statale possono avere bilanci in perdita perché assolvono un ruolo sociale più ampio, come la fornitura di servizi pubblici a basso costo e di lavoro. Molti hanno sostenuto, ad esempio, che la privatizzazione del settore idrico in Bolivia abbia danneggiato i poveri, più che aiutarli.

### Agricoltura
Le politiche relative all'agricoltura, al commercio alimentare e quelle contrarie alle riforme terriere, associate ai SAPs sono state indicate come uno dei motori principali nell'urbanizzazione del sud globale, nell'esplosione delle megacittà, nella migrazione mondiale verso il nord globale e nella crescita della povertà urbana e delle baraccopoli.
Nel subsettore dell'irrigazione la tendenza è stata verso il disimpegno dei governi dallo sviluppo e dalla gestione dell'irrigazione. Ciò ha portato a un processo di delegazione delle attività manutentive e operative dei sistemi di irrigazione agli utenti organizzati, con risultati eterogenei. Infatti, i finanziamenti dalla Banca Mondiale, il principale finanziatore per lo sviluppo dell'irrigazione, sono bruscamente crollati dalla metà degli anni settanta mostrando qualche ripresa solamente a partire dal 2003.
Tutto ciò è anche fonte di disputa per gli attivisti ambientali. Un'ampia parte delle politiche agricole dei SAPs si focalizza sull'incremento nell'uso di fertilizzanti e pesticidi, i quali però danneggiano la salute dei bacini idrici locali e, quindi, delle popolazioni ittiche. Gli scarichi causati dal sovrautilizzo di fertilizzanti aumentano la quantità di alghe nei bacini idrici locali, determinando zone morte di diverse dimensioni (aree in cui l'ossigeno è completamente consumato dalle alghe e dai pesci in decomposizione, rendendo impossibile in tali zone morte la sopravvivenza di forme di vita che abbisognano ossigeno). Le zone morte riguardano sia i bacini idrici locali che quelli internazionali.

### Ambiente
L'ambiente locale può diventare facilmente una disgrazia per le politiche a favore del commercio. Tali politiche promuovono un incremento dell'attività industriale indirizzata verso i bisogni dell'Occidente. Come risultato della nuova politica, le industrie locali iniziano a focalizzarsi sulla produzione di merci economiche da vendere sul mercato internazionale. Il focus sulla creazione del prodotto più economico conduce spesso a un'industria che sfrutta l'ambiente. Poiché queste nuove industrie sono spesso non regolamentate, non ci sono leggi che proibiscono questo sfruttamento.
Ad esempio, le emissioni dagli stabilimenti sono molto meno regolamentati nelle nazioni in via di sviluppo. Conseguentemente, il costo ambientale (il danno prodotto allo strato dell'ozono, per esempio) della produzione siderurgica in Cina è molto maggiore di quanto lo sarebbe negli Stati Uniti.
Un altro esempio è costituito dagli scarichi delle industrie chimiche e farmaceutiche nei fiumi e nei laghi locali. Nelle nazioni in via di sviluppo l'inquinamento dei fiumi è diventato motivo di intervento internazionale. Tale inquinamento non riguarda solo le popolazioni locali che a volte fanno il bagno e bevono le acque inquinate, ma sta anche danneggiando gli oceani su larga scala.
È possibile che i SAPs includano clausole che richiedono la regolamentazione dell'industria. Comunque, per la maggior parte, le clausole regolatorie non sono state incluse nei SAPs. La maggioranza dei creatori della politica vede queste regolamentazioni come un ostacolo per il commercio e quindi per lo sviluppo economico.
In aggiunta, molti sostengono che sia ingiusto da parte delle nazioni sviluppate (e delle IFIs) richiedere che vengano seguite le proprie politiche ambientali. Tutte le nazioni sviluppate hanno attraversato un periodo di industrializzazione durante il quale sono stati danneggiati gli ambienti locali. Mentre questi periodi di industrializzazione hanno portato a maggiori problemi ambientali, hanno anche ampiamente contribuito allo sviluppo, alla prosperità, e all'innalzamento degli standard di vita per i propri abitanti. Essi sostengono essenzialmente che i paesi sviluppati hanno goduto di un vantaggio nello sviluppo economico, e che i paesi meno sviluppati meritano di averne anch'essi uno proprio. I critici dibattono se il mondo sia in grado di maneggiare questo vantaggio o meno. Si sostiene che i paesi in via di sviluppo trarrebbero maggior beneficio dalla cancellazione del debito che da un "vantaggio" industriale.

### Austerità
I critici ritengono i SAPs responsabili per buona parte della stagnazione economica che si è verificata nei paesi debitori. I SAPs l'accento sul mantenimento dell'equilibrio di bilancio, che comporta l'attuazione di programmi di austerità. Le vittime di un bilancio in equilibrio sono spesso i programmi sociali.
I programmi che più frequentemente subiscono tagli sono l'istruzione, la sanità pubblica e altri vari ammortizzatori sociali. Solitamente si tratta di programmi che sono già sottofinanziati e che hanno un disperato bisogno di investimenti monetari per il loro miglioramento.
Ad esempio, se un governo taglia i fondi per l'istruzione, tutta la società ne risulta danneggiata, e di conseguenza anche la crescita economica nel lungo termine. Allo stesso modo, i tagli ai programmi sanitari hanno permesso a malattie come l'AIDS di devastare le economie di alcune aree attraverso la distruzione della forza lavoro. Studi recenti hanno dimostrato forti connessioni tra i SAPs e i tassi di diffusione della tubercolosi nelle nazioni in via di sviluppo.

### Effetti sulle donne
Con l'adozione dei SAPs avviene una rinuncia alla spesa sociale. Con minori fondi per l'istruzione, la sanità, l'assistenza sociale e le infrastrutture locali, la popolazione locale è gravata di crescenti responsabilità per provvedere ai propri villaggi/cittadine/città. La sanità, l'assistenza sociale e le infrastrutture locali (in particolare quelle idriche e igieniche) vengono solitamente considerati "lavoro da donne" e toccano direttamente a loro. Il venir meno del supporto governativo influisce direttamente sulla quantità di lavoro che viene richiesta alle donne, causando un peggioramento delle condizioni di salute e benessere delle donne e, di fatto, dell'intera famiglia.
In aggiunta, l'apertura dei mercati causa un aumento improvviso dei posti di lavoro nelle città. Con la partenza degli uomini verso questi lavori, le donne e i bambini vengono lasciati indietro, con crescenti responsabilità per le mogli e madri che si trovano a dover gestire da sole le questioni domestiche.

## Lodi
Molti sostengono che i paesi debitori stanno correndo nel periodo dell'indebitamento, e alla fine dovranno apportare qualche cambiamento per equilibrare i propri bilanci o controllare l'inflazione. Se queste condizionalità non vengono implementate, i paesi possono aspettarsi problemi anche maggiori nel futuro.
In linea di principio, quella delle condizionalità è una tattica utilizzata non solo per rendere sicuro il ripagamento dei finanziamenti, ma anche per assicurare che essi vengano utilizzati in modo appropriato. Se non ci fossero condizioni sul finanziamento, il paese potrebbe non utilizzare per ridurre la povertà.

## Evidenza empirica
Ci sono alcune evidenze che i programmi di stabilizzazione del FMI abbiano un impatto positivo sulla bilancia dei pagamenti e sulle partite correnti. D'altra parte, le prove di riduzione dell'inflazione, e di incoraggiamento della crescita, sono piuttosto limitate e discutibili. Tuttavia, ci sono alcuni seri problemi nella misurazione del successo empirico dei programmi del FMI. È estremamente difficile determinare quello che sarebbe successo se il FMI non fosse intervenuto. Infatti, la prova del successo 'prima e dopo' nella bilancia dei pagamenti è più debole che i calcoli del successo relativo nel caso di non intervento.

## Confronto tra i SAPs del FMI e quelli della Banca Mondiale
Mentre sia il FMI che la Banca Mondiale finanziano i paesi depressi e quelli in via di sviluppo, i loro finanziamenti sono progettati per rivolgersi a problematiche differenti. Il Fondo Monetario Internazionale presta principalmente ai paesi che hanno problemi nella bilancia dei pagamenti (in quanto non riescono a pagare i loro debiti internazionali), mentre la Banca Mondiale offre finanziamenti per finanziare particolari progetti di sviluppo.

### SAPs del FMI
I finanziamenti del FMI si focalizzano sulla sistemazione temporanea dei problemi cui i paesi si trovano complessivamente esposti. Tradizionalmente, i finanziamenti del FMI erano intesi per essere ripagati entro periodi brevi, tra i 2 anni e mezzo e i 4 anni. Oggi è prevista qualche opzione di durata superiore, fino a 7 anni, così come opzioni di finanziare i paesi in periodi di crisi e in occasione di disastri naturali o di conflitto.

### SAPs della Banca Mondiale
I SAPs della Banca Mondiale, detti anche Finanziamenti di Aggiustamento Strutturale (Structural Adjustment Loans - SALs), si focalizzano sulla fornitura di finanziamenti e garanzie ai paesi che necessitano fondi sulla base di un progetto. Ad esempio, un finanziamento o una garanzia da parte della Banca Mondiale potrebbe fornire i fondi per migliorare le infrastrutture in una regione di un paese in via di sviluppo. La Banca Mondiale è composta da due entità per il finanziamento dello sviluppo; la Banca Internazionale per la Ricostruzione e lo Sviluppo - BIRS (International Bank for Reconstruction and Development - IBRD) e la Agenzia Internazionale per lo Sviluppo (International Development Association - IDA). La BIRS si focalizza sui "paesi di reddito medio e con poco merito di credito" mentre la IDA si dedica ai paesi di reddito più basso e merito di credito minimo.

## Paesi donatori
Il Fondo Monetario Internazionale è mantenuto solamente dai propri stati membri, mentre la Banca Mondiale finanzia i propri prestiti sia con i contributi da parte dei membri, sia con emissioni obbligazionarie. Attualmente (al maggio 2009) sono 185 i paesi membri del FMI e della Banca Mondiale. Ai membri è assegnata una quota che viene rivalutata e pagata su base rotativa. La quota assegnata è determinata proporzionalmente alla porzione del paese donatore sull'economia mondiale. Una delle critiche ai SAPs è che i maggiori paesi donatori detengono troppa influenza su quei paesi che ricevono i finanziamenti e i SAPs che li accompagnano.
Di seguito alcuni dei maggiori donatori:
- Regno Unito
- Stati Uniti
- Giappone
- Canada